# بيتر ماكس
بيتر ماكس (بالإنجليزية: Peter Max)‏ هو مصمم جرافيك وفنان ورسام ألماني وأمريكي، ولد في 19 أكتوبر 1937 في برلين في ألمانيا.

## وصلات خارجية
- الموقع الرسمي
- بيتر ماكس على موقع إن إن دي بي (الإنجليزية)